# 物価情報杯プロ棋戦
物価情報杯プロ棋戦（ぶっかじょうふはいぷろきせん、한국물가정보배 프로기전）は、韓国の囲碁の棋戦。2005年に開始。早碁形式で六段以上の棋士が参加する。
- 主催 韓国棋院
- 主管放送 囲碁TV
- 後援 韓国物価情報
- 優勝賞金 3000万ウォン

第1期優勝の朴永訓は、李昌鎬に番碁での初めての勝利となった。

## 方式
- 出場者は、シードの前期上位4人、予選通過者11人、スポンサー推薦1人の計16人。4人ずつ4組のリーグ戦に分かれ、各上位2名の計8名によるトーナメントを行う（第1期は各リーグ1名の計4名）。決勝は三番勝負。
- 持ち時間は各10分、40秒の秒読み3回
- コミは6目半

## 歴代優勝者と決勝戦
（左が優勝者）
1. 2005年 朴永訓 2-0 李昌鎬
2. 2006年 李世乭 2-0 崔原踊
3. 2007年 李世乭 2-1 李映九
4. 2008年 洪性志 2-1 李世乭
5. 2009年 金志錫 2-0 李昌鎬
6. 2010年 李世乭 2-0 李昌鎬
7. 2011年 李映九 2-1 尹畯相
8. 2012年 安成浚 2-0 金志錫
9. 2013年 朴廷桓 2-1 李映九
10. 2014年 羅玄 2-0 朴蒼溟